# تامي جو كيرك
تامي جو كيرك (بالإنجليزية: Tammy Jo Kirk)‏ هي مالكة فريق ناسكار ‏ أمريكية، ولدت في 6 مايو 1962 في دالتون في الولايات المتحدة.

## وصلات خارجية
- الموقع الرسمي
- تامي جو كيرك على موقع Racing-Reference.info (الإنجليزية)